# Goniastrea favulus
Espèce
Statut CITES
Goniastrea favulus est une espèce de coraux appartenant à la famille des Merulinidae ou à la famille Faviidae.